# Gabriel Oredsson
Gabriel Oredsson, född 1982 i Uppsala, är en svensk innebandyspelare som spelar i Vaksala SK IBK sedan 2017. Åren 2007–2010 samt 2011–2012 representerade han Storvreta IBK som återfinns i Svenska Superligan för herrar där han var med och vann två SM-guld.
2011 gjorde Oredsson en historiskt händelse i innebandy-Sverige genom att bli den som gjort historiens snabbaste mål.